# No habrá más penas ni olvido (película)
No habrá más penas ni olvido es una película argentina de comedia dramática de 1983 dirigida por Héctor Olivera. Fue escrita por Roberto Cossa y Olivera, basada en la novela homónima de Osvaldo Soriano. Es protagonizada por Federico Luppi, Víctor Laplace, Héctor Bidonde, Rodolfo Ranni, Miguel Ángel Solá, Julio De Grazia, Lautaro Murúa, Graciela Dufau, Fernando Iglesias y Ulises Dumont. Se estrenó el 22 de septiembre de 1983.

## Sinopsis
En la tranquila localidad de Colonia Vela, a principios de los años '70, se desata una feroz lucha entre peronistas de izquierda y peronistas de derecha, con imprevistas y trágicas consecuencias para todos los habitantes del pueblo.

## Reparto
- Federico Luppi ... Ignacio Fuentes - Delegado Municipal
- Víctor Laplace ... Reinaldo - Secretario gremial (CGT)
- Héctor Bidonde ... Suprino - Jefe local del partido justicialista
- Rodolfo Ranni ... Comisario Rubén Llanos
- Miguel Ángel Solá ... Juan - Preso
- Julio De Grazia ... Agente/Cabo/Sargento García - Policía
- José María López ... Mateo - Empleado de la Municipalidad
- Lautaro Murúa ... Guglielmini - Intendente de Colonia Vela
- Graciela Dufau ... Felisa Fuentes - Esposa de Ignacio
- Ulises Dumont ... Cerviño - Fumigador del Pueblo
- Raúl Rizzo ... Subinspector Rossi - Policía
- Patricio Contreras ... Agente Comini - Policía
- Arturo Maly ... Jefe de "la pesada"
- Jorge Sassi ... Miembro de "la pesada"
- Norberto Díaz ... Miembro de "la pesada"
- Fernando Iglesias ... Moyanito - Empleado Municipal
- Augusto Larreta ... Prudencio Guzmán - Martillero - Radical
- Fernando Olmedo ... Ricardito - JP
- María Socas ... Integrante de la JP
- Salo Pasik ... Periodista
- Emilio Vidal ... Verdulero
- Rodolfo Brindisi ... El Loco Peláez
- Héctor Olivera ... Rebelde (cameo)
- Osvaldo Soriano ... Rebelde (cameo)
- Marta Betoldi
- Anita Bobasso ... La Cantante

## Producción
La novela y la película transcurren en Colonia Vela, un pueblo ficcional de la provincia de Buenos Aires. Fue filmada en Capitán Sarmiento, otro pueblo de la provincia de Buenos Aires.

## Recepción
Vincent Canby, escribiendo para The New York Times, elogió el estilo de actuación, el ritmo y la dirección de Héctor Olivera, y escribió: "La película tiene un ritmo tan enérgico, y tan bien actuado, que nunca hay demasiado tiempo para considerar significados más grandes mientras que el caos continúa. Aunque No habrá más penas ni olvido termina sombríamente, la existencia misma de la película -el hecho de que pudiera hacerse, y con tal estilo- es en última instancia estimulante".

## Reconocimientos
Ganadora
- Festival Internacional de Cine de Berlín: Premio Confédération Internationale des Cinémas d'Art et Essai Juries (C.I.C.A.E.); Premio de la Federación Internacional de Críticos de Cine (FIPRESCI); Oso de plata de Berlín, Premio especial del jurado; 1984.[3]
- Festival de Cognac du Film Policier: Gran Premio; 1985.

Nominado
- Festival Internacional de Cine de Berlín: Golden Berlin Bear; 1984.